# Curso sequencial
O curso sequencial é um tipo de curso da educação superior do sistema de educação brasileiro. Tem como objetivo fornecer uma formação a curto prazo, levando em conta o nível de ensino dos estudantes.
Os cursos sequenciais são abertos a candidatos que tenham concluído o ensino médio ou equivalente. Os cursos sequenciais podem ser caracterizados pela duração mais curta de dois anos e pelo tipo de formação que atribuem. Em virtude disso, os cursos sequenciais eram altamente procurados por pessoas que desejavam logo obter uma formação consistente para auxiliá-los a ingressar no mercado de trabalho, o que agora não é mais possível - após nova resolução/MEC (em 2017).
Os cursos sequenciais eram divididos em duas modalidades distintas: os cursos sequenciais de formação, que ao final forneciam um diploma que atestava a especialização na área, e os cursos sequenciais de complementação - minor -, que fornecem ainda (conforme resolução supramencionada, CNE/CES Nº 1/2017) certificado de conclusão - agora só para já graduados (o que antes era considerado um curso superior pós-médio também).